# Pyramica tigrilla
Pyramica tigrilla är en myrart som först beskrevs av Brown 1973.  Pyramica tigrilla ingår i släktet Pyramica och familjen myror. Inga underarter finns listade i Catalogue of Life.